# 帕克斯維爾 (紐約州)
帕克斯維爾（英語：Parksville）是位於美國紐約州沙利文縣的非建制地區。

## 歷史
帕克斯維爾的郵局自1840年營運至今。

## 地理
帕克斯維爾所處的海拔為高於海平面509米（即1670英呎），而該地所採用的時區為UTC-5，即北美东部时区（EST）。同時該地設有夏令時間，為UTC-5調快一小時，即UTC-4（EDT）。